# Henry Moodie
Henry James Moodie (* 7. April 2004 in Guildford) ist ein britischer Singer-Songwriter (Pop), der ab 2022 bei TikTok erfolgreich war.

## Leben
Henry Moodie hatte bereits mit elf begonnen, Musik zu machen. Mit 14 besuchte er an Wochenenden Songwriter-Sessions in London. Henry Moodie verließ mit 16 die Schule, um einige Zeit in einer Band zu musizieren und in Fulham einen Songschreiber-Kurs zu absolvieren. Bevor Henry Moodie eigene Songs veröffentlichte, postete der Brite zunächst Cover-Songs auf TikTok und anderen Internetplattformen.
Später trat er als Support Act bei der Arena-Tour von The Vamps und bei Konzerten von Mimi Webb auf. Seine erste Single You Were There for Me erreichte 2022 in mehreren Ländern die Charts, unter anderem die Schweizer Hitparade. Dieser und weitere Songs von ihm kamen auch in die britischen Charts. Henry Moodie wurde im Jahr 2023 von Amazon Music unter die „Artists to Watch 2023“ aufgenommen. 2023 ging Henry Moodie zum ersten Mal auf eigene Tour. Im Februar 2024 startete die Lonely Nights Tour, die aus 18 Konzerten in Europa und Großbritannien bestand.

## Familie
Henry Moodie hat eine Schwester. Seine Mutter ist Therapeutin. Sie hat ihm beigebracht, seine Emotionen zu kanalisieren.

## Diskografie
Singles
- 2022: You Were There for Me
- 2023: Drunk Text
- 2023: Eighteen
- 2023: Pick Up the Phone
- 2023: Closure
- 2023: Fight or Flight
- 2023: Orbit
- 2024: Beat Up Car
- 2024: bad emotions
- 2024: right person, wrong time